# Laura Perico
Laura Perico (Bogotá, Colombia,  29 de septiembre de 1989) es una actriz colombiana de teatro, cine y televisión.

## Filmografía

### Televisión
- 2020 - Los internacionales ... Mafe García
- 2019 - Jugar con fuego ... Andrea Jaramillo
- 2019 - Bolívar ... Elsa Gonzáles
- 2018 - El rey del Valle... Anabel del Valle Ochoa
- 2018 - Garzón ... Tatiana Saénz Santamaría
- 2016 - La niña... Juliana Montealegre
- 2015 - Narcos... Marina Ochoa
- 2014 - La suegra... Carolina López de Burgos
- 2014 - Dr. Mata... Elvira Ferro
- 2012 - ¿Dónde está Elisa?... Elisa León Jiménez
- 2010 - El clon.... Natalia Ferrer Antonelli
- 2010 - Rosario Tijeras.... Leticia De Bedut
- 2009 - El penúltimo beso.... Clara de Luna Izquierdo Preciado
- 2008 - Victoria.... Mariana Mendoza Santiesteban
- 2007 - Pura sangre.... Irene Lagos (niña)
- 2007 - Pocholo.... Sara Larrea
- 2006 - Amores de mercado ... Natalia Álamo
- 2005 - Juegos prohibidos....
- 2005 - Juego limpio.... Cecilia Patricia "Patico" González
- 2004 - Padres e hijos....
- 2003- Francisco el matemático.... Danae "La Mutante"

## Premios y nominaciones

### Premios TVyNovelas
| Año  | Categoría                              | Trabajo nominado   | Resultado |
| ---- | -------------------------------------- | ------------------ | --------- |
| 2013 | Mejor actriz protagónica de telenovela | ¿Dónde está Elisa? | Nominada  |

### Premios Talento Caracol
| Año  | Categoría               | Trabajo nominado | Resultado |
| ---- | ----------------------- | ---------------- | --------- |
| 2015 | Mejor actriz antagónica | La suegra        | Nominada  |